# Вдовичка рудошия
Вдовичка рудошия (Vidua interjecta) — вид горобцеподібних птахів родини вдовичкових (Viduidae).

## Поширення
Вид поширений в тропічній Африці від Сенегалу до Ефіопії. Живе у сухій савані з розрідженими лісовими ділянками.

## Опис
Дрібний птах, завдовжки 13-14 см, вагою 20-21 г. Це стрункий на вигляд птах, із закругленою головою, міцним і конічним дзьобом, загостреними крилами та хвостом з квадратним закінченням. У самців голова, горло, спина, крила та хвіст чорні. У шлюбний період чотири центральних пера хвоста стають дуже довгими та вузькими до 38-40 см завдовжки. Груди та боки шиї рудовато-мідного кольору. Черево та потилиця бежеві. У самиць верхня частина тіла сіро-коричнева з темними смужками на спині та темнокоричневими бровами над очима. Нижня частина тіла світло-сіра. В обох статей очі темно-карі, а ноги та дзьоб червоні у самиць і чорні у самців.

## Спосіб життя
Поза сезоном розмноження трапляється у змішаних зграях з астрильдовими і ткачиковими. Живиться насінням трав, яке збирає на землі. Рідше поїдає ягоди, дрібні плоди, квіти, комах.

## Розмноження
Сезон розмноження триває з листопада по лютий у північній частині ареалу, тоді як популяції, що поширені по екватору, відтворюються в кінці сезону дощів. Гніздовий паразит. Підкладає свої яйця у гнізда астрильдів Pytilia phoenicoptera. За сезон самиці відкладають 2-4 яйця. Пташенята вилуплюються приблизно через два тижні після відкладення: вони народжуються сліпими і немічними. Вони мають мітки на сторонах рота і горла, ідентичні тим, як у пташенят астрильдів, внаслідок чого їх не можна відрізнити. Пташенята ростуть разом з пташенятами прийомних птахів, слідуючи їхньому циклу росту. Вони залишають гніздо через три тижні після вилуплення, але незалежними стають до півторамісячного віку. Часто ці пташенята залишаються у зграї своїх прийомних батьків.